# Соболев, Виктор Помпеевич
Виктор Помпеевич Соболев — советский хозяйственный деятель, инженер-ирригатор, дважды лауреат Сталинской премии.

## Биография
Родился в 1888 году в Санкт-Петербурге. Член КПСС.
Окончил Петербургский технологический институт.
В 1913—1914 гг. — начальник экскаваторного отряда на строительстве магистрального оросительного канала Достык.
В 1914—1922 гг. — инженер на строительстве железных дорог.
В 1922—1925 гг. — инженер на строительстве Яргидроторфа.
В 1925—1927 гг. — инженер Среднеазиатского управления водного хозяйства.
В 1927—1930 гг. — руководитель земляных и скальных работ ДнепроГЭСстроя.
В 1930—1946 гг. — инженерный и руководящий работник на строительстве канала имени Москвы, Угличской и Рыбинской ГЭС.
В 1946—1961 гг. — разработчик проектов земляных работ Волго-Донского канала, Цимлянской, Куйбышевской и имени XXII съезда КПСС ГЭС института «Гидропроект».
За разработку проекта водного пути был в составе коллектива удостоен Сталинской премии за выдающиеся изобретения и коренные усовершенствования методов производственной работы 1950 года.
За разработку проектного задания Куйбышевской ГЭС на Волге удостоен Сталинской премии за выдающиеся изобретения и коренные усовершенствования методов производственной работы 1951 года.
Умер в 1961 году в Ленинграде.

## Награды
- Орден Трудового Красного Знамени (дважды)
- Орден Знак Почёта (трижды)